# Résolution 70 du Conseil de sécurité des Nations unies
Membres permanents
- Chine
- États-Unis
- France
- Royaume-Uni
- URSS

Membres non permanents
- Argentine
- Canada
- Cuba
- Égypte
- Norvège
- RSS d'Ukraine

Résolution no 69 Résolution no 71
La résolution 70 du Conseil de sécurité des Nations unies  est une résolution du Conseil de sécurité des Nations unies adoptée le 7 mars 1949.
Cette résolution, la quatrième de l'année 1949, relative à la tutelle des zones stratégiques décide :
- d'inviter le conseil de tutelle à exercer les fonctions énoncées aux articles 87 et 88 de la charte relative au progrès des habitants desdites zones stratégiques,
- de soumettre au Conseil de sécurité avant envoi aux autorités administratives le questionnaire prévu à l'article 88 de la Charte,
- de demander au secrétaire général de soumettre au Conseil de sécurité toute pétition émanant des zones sous tutelle,
- d'inviter le conseil de tutelle à soumettre au Conseil de sécurité ses recommandations en matière politique, économique, sociale ainsi qu'en matière d'éducation.

La résolution a été adoptée par 8 voix pour.
L'Égypte, la république socialiste soviétique d'Ukraine et l'Union des républiques socialistes soviétiques se sont abstenues.

## Texte
- Résolution 70 sur fr.wikisource.org
- Résolution 70 sur en.wikisource.org